# Andrew McKellar
Andrew McKellar (* 2. Februar 1910 in Vancouver; † 6. Mai 1960 in Victoria (British Columbia)) war ein kanadischer Astronom, der als erster Moleküle im interstellaren Medium nachwies.

## Leben
Andrew McKellar wurde am 2. Februar 1910 als Sohn von John Hamilton McKellar und Mary Littleson McKellar in eine schottischstämmige Familie geboren.
Er erhielt seinen Bachelor-Abschluss an der University of British Columbia und schrieb sich anschließend an der University of California in Berkeley ein, wo er 1932 seinen Master-Abschluss machte und 1933 promoviert wurde (Ph. D.). Dort hatte er sich die für sein späteres Schaffen wichtigen spektroskopischen Techniken zur Strukturanalyse von Molekülen erarbeitet.
Anschließend verbrachte er zwei Jahre am Massachusetts Institute of Technology. Ab 1935 bis zu seinem Lebensende war er als Astronom am Dominion Astrophysical Observatory, unterbrochen nur durch den Zweiten Weltkrieg und einer einjährigen Gastprofessur an der University of Toronto von 1952 bis 1953.
Während des Zweiten Weltkriegs unterrichtete McKellar Physik an der University of British Columbia, bevor er dann in der Royal Canadian Navy diente, wofür ihm 1947 der MBE-Orden des British Empire verliehen wurde.
Bereits in den 1940er Jahren war McKellar der erste, dem ein Nachweise molekularer Verbindungen im interstellaren Medium gelang, darunter die nicht abgesättigten Verbindungen CN und CH. Er bestimme auch die Temperatur des CN-Gases und schloss, dass das interstellare Medium eine Temperatur von −271 °C haben müsse. Erst 25 Jahre später konnte mit dem Nachweis der Hintergrundstrahlung von genau dieser Temperatur durch Arno Penzias und Robert Wilson die Tragweite von McKellars Entdeckung erkannt werden.
1948 konnte er das Isotopenverhältnis 12C/13C in Kohlenstoffsternen zu 5:1 bestimmen, was sich deutlich von dem auf der Erde vorgefundenen Isotopenverhältnis unterscheidet, und so den bereits zehn Jahre zuvor von Hans Bethe und Carl Friedrich von Weizsäcker vorausgesagten CNO-Zyklus bestätigen.
McKellar interessierte sich auch für Riesensterne und untersuchte ihre Atmosphären mit Hilfe von bedeckungsveränderlichen Sternen wie ζ Aurigae, 31 Cygni und VV Cephei, bei denen ein vergleichsweise kleiner heißer Stern um einen Riesenstern kreist, und daher die gemessenen Absorptionslinien zu Beginn und Ende der Überdeckung Rückschlüsse auf ihre chemische Zusammensetzung zulassen.
McKellar war seit 1938 mit Mary Belgrave Crouch verheiratet, aus der Ehe gingen zwei Kinder hervor. Er litt an einer unheilbaren Krankheit, der er am 6. Mai 1960 im Alter von fünfzig Jahren erlag.

## Ehrungen
- McKellar war gewähltes Mitglied der Royal Society of Canada.
- 1947 wurde ihm der MBE-Orden des British Empire für seine Dienste während des Zweiten Weltkriegs verliehen.
- Im Jahre 1970 benannte die IAU den Mondkrater McKellar offiziell nach Andrew McKellar.[7]
- Bei der Benennung des Asteroiden (7150) McKellar wurde noch einmal die Bedeutung von McKellars Messung der Temperatur des interstellaren Mediums gewürdigt.[8]